# W의 비극
《W의 비극》(Wの悲劇 다부류노히게키[*])은 1982년에 출판된 일본 소설가 나쓰키 시즈코의 추리 소설이자 이를 원작으로 한 영화, 텔레비전 드라마이다.

## 영화
1984년에 개봉됐으며 사와이 신이치로가 감독, 야쿠시마루 히로코가 주연을 맡았다.

## 텔레비전 드라마
1983년, 1986년, 2001년, 2010년, 2012년에 여러 차레 드라마로 제작되어, 방송되었다.

### 2010년
TBS에서 2010년 1월 11일 "TBS 스페셜 드라마 나츠키 시즈코·작가 40 주년 기념 서스펜스 특별 기획"으로 방송된 단편 드라마이다. 오카다 요시카즈 각본에 의해 현대적으로 각색된 오리지널 전개가 된다. 주연을 맡은 칸노 미호는 TBS 드라마로는 첫 주연이다. 시청률 13.3%.

### 2012년
TV 아사히 목요일 밤 9시 드라마 범위로 2012년 4월 26일부터 6월 14일까지 방송된 텔레비전 드라마이다.
주연은 타케이 에미. 타케이는 본작이 골든 타임의 연속 드라마 첫 주연. 첫회 15 분 확대(21:00 - 10:09) 방송.
캐치프레이즈는 〈"같은 얼굴의 두 사람이 바뀌어, 사건이 막을 연다 -".〉

#### 출연진
- 와츠지 마코 / 구라사와 사츠키 - 타케이 에미(1인 2역)
- 유미사카 게이이치로 - 키리타니 켄타
- 다치바나 키라라 - 후쿠다 사키
- 나카무라 슌스케
- 사야카 - 고리키 아야메
- 마츠시타 유키
- 와카무라 마유미
- 노기와 요코

#### 방영일, 부제 및 시청률
| 화 수                                           | 방송일          | 부제                                           | 각본          | 연출            | 시청률 |
| ----------------------------------------------- | --------------- | ---------------------------------------------- | ------------- | --------------- | ------ |
| 제1막                                           | 2012년 4월 26일 | 대역 살인!? 2000억 알리바이 파는 여자          | 테라다 토시오 | 카타야마 오사무 | 10.9%  |
| 제2막                                           | 2012년 5월 3일  | 자산 2000억의 여제                             | 오우키 시즈카 | 카타야마 오사무 | 10.0%  |
| 제3막                                           | 2012년 5월 10일 | 악녀의 조건 나, 할아버지를 죽여 버렸다!!       | 테라다 토시오 | 우에다 히사시   | 08.6%  |
| 제4막                                           | 2012년 5월 17일 | 부호 일족의 살인 위장 트릭!!                   | 오우키 시즈카 | 우에다 히사시   | 08.5%  |
| 제5막                                           | 2012년 5월 24일 | 명형사 등장 부호 살해 트릭!!                   | 테라다 토시오 | 츠네히로 죠타   | 08.3%  |
| 제6막                                           | 2012년 5월 31일 | 알리바이는 무너졌다!? 배반자는 당신이다!!      | 오우키 시즈카 | 카타야마 오사무 | 08.5%  |
| 제7막                                           | 2012년 6월 7일  | 마침내 최종장 쌍둥이의 모친의 정체!!           | 테라다 토시오 | 우에다 히사시   | 08.0%  |
| 최종막                                          | 2012년 6월 14일 | 쌍둥이 죽다 진범인의 정체와 폭주!! 새로운 살인 | 테라다 토시오 | 카타야마 오사무 | 09.4%  |
| 평균 시청률 9.1%（시청률은 비디오 리서치 조사） |                 |                                                |               |                 |        |

| TV 아사히 목요일 밤 9시 드라마         | TV 아사히 목요일 밤 9시 드라마   | TV 아사히 목요일 밤 9시 드라마              |
| 이전 작품                              | 작품명                           | 다음 작품                                   |
| -------------------------------------- | -------------------------------- | ------------------------------------------- |
| 성스러운 괴물들 (2012.1.19 - 2012.3.8) | W의 비극 (2012.4.26 - 2012.6.14) | 유류수사 (제2시리즈) (2012.7.12 - 2012.9.6) |

### 2019년
NHK BS 프리미엄 리바이벌 드라마 범위로 2019년 11월 23일 방송된 텔레비전 드라마이다. 주연은 츠치야 타오.